# Klaus Ostwald
Klaus Ostwald (Bad Elster, 26 agosto 1958) è un ex saltatore con gli sci tedesco orientale.

## Biografia
Debuttò in campo internazionale in occasione della tappa del Torneo dei quattro trampolini di Oberstdorf del 30 dicembre 1978 (24°). In Coppa del Mondo esordì il 30 dicembre 1979 a Oberstdorf (7°) e ottenne la prima vittoria, nonché primo podio, il 31 gennaio 1982 a Engelberg.
In carriera prese parte a due edizioni dei Giochi olimpici invernali, Lake Placid 1980 (15° nel trampolino lungo) e Sarajevo 1984 (13° nel trampolino normale, 26° nel trampolino lungo), a tre dei Campionati mondiali, vincendo due medaglie, e a due dei Mondiali di volo, vincendo una medaglia.

## Palmarès

### Mondiali
- 2 medaglie:
  - 1 argento (gara a squadre a Sarajevo/Rovaniemi/Engelberg 1984)
  - 1 bronzo (gara a squadre a Seefeld in Tirol 1985)

### Mondiali di volo
- 1 medaglia:
  - 1 oro (individuale a Harrachov 1983)

### Coppa del Mondo
- Miglior piazzamento in classifica generale: 7º nel 1984
- 9 podi (tutti individuali):
  - 2 vittorie
  - 3 secondi posti
  - 4 terzi posti

#### Coppa del Mondo - vittorie
| Data             | Località   | Nazione        | Trampolino                |
| ---------------- | ---------- | -------------- | ------------------------- |
| 31 gennaio 1982  | Engelberg  | Svizzera       | Gross-Titlis-Schanze K116 |
| 30 dicembre 1983 | Oberstdorf | Germania Ovest | Schattenberg K115         |

#### Torneo dei quattro trampolini
- 4 podi di tappa[2]:
  - 1 vittoria
  - 1 secondo posto
  - 2 terzi posti